# Reluctant Island
Reluctant Island (von englisch reluctant ‚abgeneigt, widerwillig, zögerlich‘) ist eine kleine Insel vor der Fallières-Küste des Grahamlands auf der Antarktischen Halbinsel. In der Square Bay liegt sie vor dem nordöstlichen Ausläufer von Horseshoe Island.
Ihren Namen verdankt die Insel dem Umstand, dass sie lange Zeit nicht als solche erkannt wurde. Im Kartenmaterial über dieses Gebiet, das im Zuge der British Graham Land Expedition (1934–1937) unter der Leitung des australischen Polarforschers John Rymill entstand, ist sie nicht aufgeführt. Wissenschaftler des Falkland Islands Dependencies Survey hielten sie nach Vermessungen zwischen 1948 und 1950 für eine Halbinsel.